# جوان ألين
جوان ألين (بالإنجليزية: Joan Allen)‏ ممثلة أمريكية من مواليد 20 أغسطس 1956.

## مواقع خارجية
- جوان ألين على موقع IMDb (الإنجليزية)
- جوان ألين على موقع روتن توميتوز (الإنجليزية)
- جوان ألين على موقع ألو سيني (الفرنسية)
- جوان ألين على موقع تيرنر كلاسيك موفيز (الإنجليزية)
- جوان ألين على موقع أول موفي (الإنجليزية)
- جوان ألين على موقع بوكس أوفيس موجو (الإنجليزية)
- جوان ألين على موقع قاعدة بيانات برودواي على الإنترنت (الإنجليزية)
- جوان ألين على موقع قاعدة بيانات الأفلام السويدية (السويدية)
- جوان ألين على موقع إن إن دي بي (الإنجليزية)
- جوان ألين على موقع ديسكوغز (الإنجليزية)